# Wout Poels
Wouter Lambertus Martinus Henricus Poels (* 1. října 1987) je nizozemský profesionální silniční cyklista jezdící za UCI WorldTeam Team Bahrain Victorious.

## Kariéra
Poels se narodil ve městě Venray. Po nehodě v 6. etapě Tour de France 2012 málem přišel o ledvinu.
Po 5 letech strávených s týmem Vacansoleil–DCM se Poels přesunul do týmu Omega Pharma–Quick-Step pro sezónu 2014.

### Team Sky (2015–2019)
V září 2014 bylo oznámeno, že se Poels připojí k Teamu Sky od sezóny 2015. Své první vítězství v novém působišti získal na Tirrenu–Adriaticu 2015, kde se stal lídrem týmu po odstoupení Chrise Frooma. Poels vyhrál 4. etapu s cílem v Castelraimondu po útoku na závěrečném stoupání dne a sólovém sjezdu do cíle. Po etapě se posunul do čela celkového pořadí, závod nakonec dokončil na celkovém 7. místě. Později téhož roku získal 2. místo celkově na závodu Kolem Británie, kde vyhrál nejtěžší horskou etapu s cílem na Hartside Fell.
V roce 2016 Poels vyhrál poprvé v kariéře jednodenní závod díky vítězství ve sprintu čtyřčlenné skupinky o vítězství na závodu Lutych–Bastogne–Lutych. Pro Poelse i pro Team Sky to byl historicky první triumf na jednom z 5 monumentů.

### Bahrain–McLaren (2020–)
V září 2019 bylo oznámeno, že se od sezóny 2020 Poels připojí k týmu Bahrain–Merida, později přejmenovaného na Bahrain–McLaren.

## Hlavní výsledky

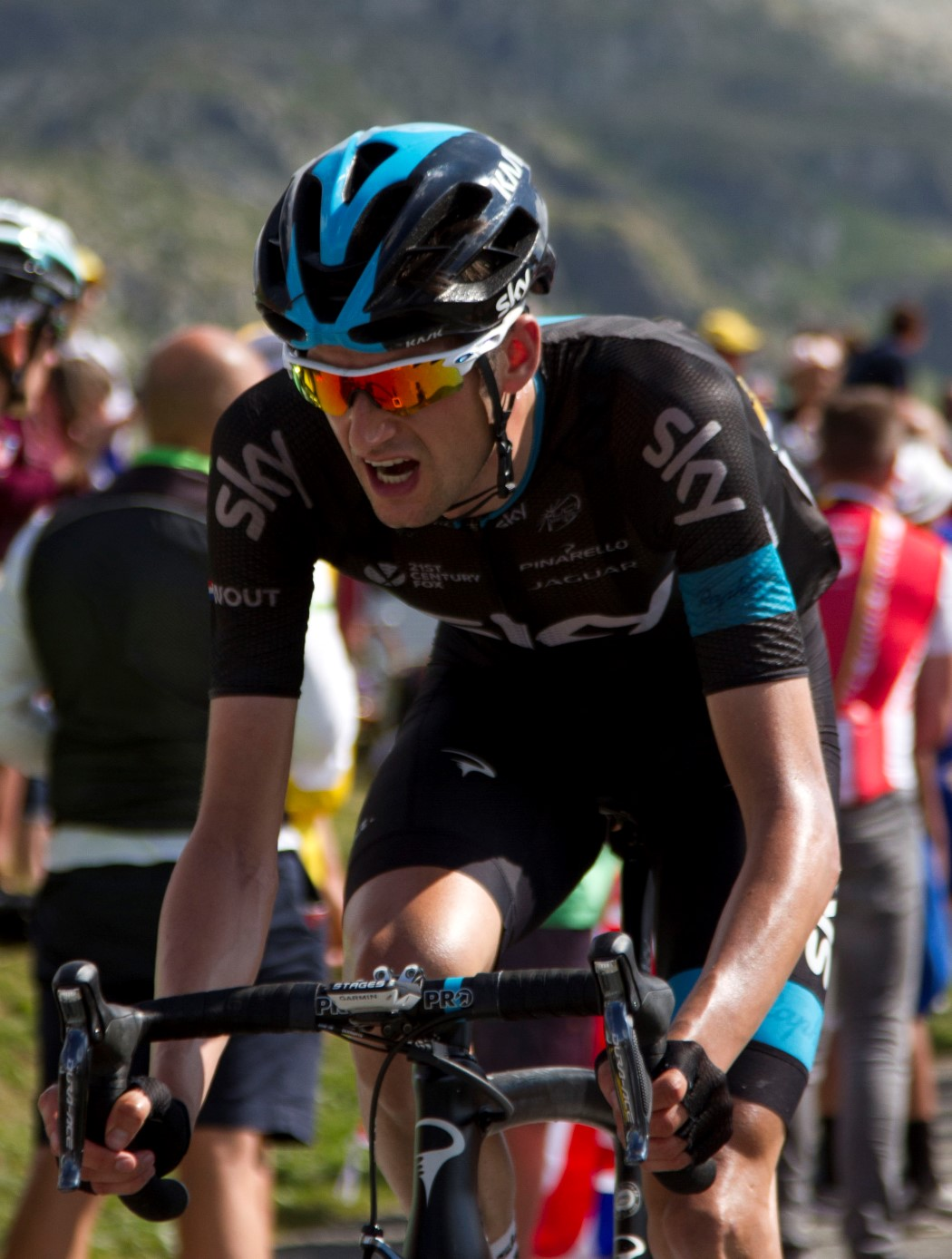
Poels na Tour de France 2015.

2007
Vuelta a Extremadura
10. místo celkově
vítěz vrchařské soutěže
2008
Vuelta Ciclista a León
 celkový vítěz
Volta a Lleida
3. místo celkově
3. místo Rund um Düren
Circuit des Ardennes
9. místo celkově
2010
Tour of Britain
vítěz 4. etapy
Tour de l'Ain
2. místo celkově
vítěz 4. etapy
Tour du Poitou-Charentes
8. místo celkově
9. místo Eschborn–Frankfurt City Loop
2011
Vuelta a España
vítěz 15. etapy
Tour de l'Ain
2. místo celkově
vítěz 3. etapy
Tour Méditerranéen
3. místo celkově
 vítěz soutěže mladých jezdců
Vuelta a Murcia
3. místo celkově
Tour de Pologne
4. místo celkově
2012
Tour de Luxembourg
2. místo celkově
 vítěz soutěže mladých jezdců
vítěz 3. etapy
Vuelta a Murcia
3. místo celkově
Tirreno–Adriatico
8. místo celkově
 vítěz soutěže mladých jezdců
2013
7. místo Amstel Curaçao Race
Tour de l'Ain
8. místo celkově
vítěz 4. etapy
Kolem Baskicka
9. místo celkově
Tirreno–Adriatico
10. místo celkově
2014
Tirreno–Adriatico
vítěz 1. etapy (TTT)
9. místo Strade Bianche
Kolem Baskicka
10. místo celkově
vítěz 4. etapy
2015
Tour of Britain
2. místo celkově
vítěz 5. etapy
Abú Dhabí Tour
3. místo celkově
5. místo Milán–Turín
Tirreno–Adriatico
7. místo celkově
vítěz 5. etapy
Tour du Poitou-Charentes
8. místo celkově
8. místo GP Ouest–France
2016
Volta a la Comunitat Valenciana
 celkový vítěz
 vítěz bodovací soutěže
 vítěz vrchařské soutěže
vítěz etap 1 (ITT) a 4
vítěz Lutych–Bastogne–Lutych
Volta a Catalunya
vítěz 5. etapy
Tour of Britain
vítěz 5. etapy
4. místo Valonský šíp
Vuelta a Andalucía
7. místo celkově
2017
Tour de Pologne
3. místo celkově
vítěz 7. etapy
Volta a la Comunitat Valenciana
4. místo celkově
Vuelta a Andalucía
4. místo celkově
Vuelta a España
6. místo celkově
6. místo Milán–Turín
Tour of Guangxi
7. místo celkově
2018
Paříž–Nice
vítěz 4. etapy (ITT)
Vuelta a Andalucía
2. místo celkově
 vítěz bodovací soutěže
vítěz 2. etapy
Tour of Britain
2. místo celkově
vítěz 6. etapy
2019
Tour Down Under
3. místo celkově
Volta ao Algarve
3. místo celkově
Critérium du Dauphiné
4. místo celkově
vítěz 7. etapy
Tirreno–Adriatico
7. místo celkově
10. místo Lutych–Bastogne–Lutych
2020
Vuelta a España
6. místo celkově
Volta a la Comunitat Valenciana
6. místo celkově
Tour de France
 cena bojovnosti po 5. etapě
2021
Tour de La Provence
4. místo celkově
Tour de France
lídr  po etapách 8 a 15 – 17
2022
Vuelta a Andalucía
 celkový vítěz
vítěz 4. etapy
2023
Tour de France
vítěz 15. etapy
Vuelta a España
vítěz 20. etapy
UAE Tour
6. místo celkově
Kolem Slovinska
9. místo celkově

### Výsledky na etapových závodech
| Výsledky na Grand Tours        |      |      |      |      |      |      |      |      |      |      |      |      |      |      |
| Grand Tour                     | 2011 | 2012 | 2013 | 2014 | 2015 | 2016 | 2017 | 2018 | 2019 | 2020 | 2021 | 2022 | 2023 | 2024 |
| Giro d'Italia                  | —    | —    | —    | 21   | —    | —    | —    | 12   | —    | —    | —    | 34   | —    | —    |
| Tour de France                 | DNF  | DNF  | 28   | —    | 44   | 28   | —    | 58   | 26   | 110  | 16   | —    | 27   | 43   |
| Vuelta a España                | 17   | —    | DNF  | 38   | —    | —    | 6    | —    | 34   | 6    | 23   | DNF  | 15   |      |
| Výsledky na etapových závodech |      |      |      |      |      |      |      |      |      |      |      |      |      |      |
| Závod                          | 2011 | 2012 | 2013 | 2014 | 2015 | 2016 | 2017 | 2018 | 2019 | 2020 | 2021 | 2022 | 2023 | 2024 |
| Paříž–Nice                     | —    | —    | —    | —    | —    | —    | —    | DNF  | —    | —    | —    | 15   | 27   |      |
| Tirreno–Adriatico              | 18   | 8    | 10   | 38   | 7    | 14   | —    | —    | 7    | —    | —    | —    | —    |      |
| Volta a Catalunya              | —    | —    | —    | —    | 24   | 34   | —    | —    | —    | NS   | 79   | DNF  | 29   |      |
| Kolem Baskicka                 | 39   | 17   | 9    | 10   | —    | —    | —    | —    | —    | NS   | —    | —    | —    |      |
| Tour de Romandie               | —    | —    | DNF  | —    | —    | —    | —    | —    | —    | NS   | —    | —    | —    |      |
| Critérium du Dauphiné          | —    | —    | 57   | —    | 39   | 25   | —    | —    | 4    | —    | —    | —    | —    |      |
| Tour de Suisse                 | 25   | 15   | —    | —    | —    | —    | —    | —    | —    | NS   | 31   | —    | —    |      |

| —   | Nezúčastnil se |
| DNF | Nedokončil     |
| NS  | Nejelo se      |